# Los tres mosqueteros: D'Artagnan
Los tres mosqueteros: D'Artagnan (título original en francés: Les Trois Mousquetaires: D'Artagnan) es una película épica de acción y aventuras francesa y la primera de una saga de dos partes dirigida por Martin Bourboulon, basada en la novela homónima de Alejandro Dumas de 1844. La película está protagonizada por François Civil, Vincent Cassel, Pio Marmaï, Romain Duris y Eva Green. El estudio cinematográfico Pathé estrenó la película en cines en Francia el 5 de abril de 2023. La secuela, Los tres mosqueteros: Milady, se estrenó el 13 de diciembre de 2023.
La saga de dos partes está coproducida por Francia, Alemania y España y cuenta con un presupuesto de 72 millones de euros ($78,2 millones), alrededor de 36 millones de euros por cada película. Las películas se filmaron de forma consecutiva durante 150 días, desde el 16 de agosto de 2021 hasta el 3 de junio de 2022.

## Sinopsis
D'Artagnan (François Civil), un joven y fogoso gascón, es dado por muerto después de intentar salvar a una joven de ser secuestrada. Una vez llegado a París, intenta por todos los medios encontrar a sus atacantes, pero no sabe que su búsqueda le llevará al corazón de una verdadera guerra donde está en juego el futuro de Francia.
D'Artagnan, junto con los mosqueteros del rey Luis XIII (Louis Garrel): Athos (Vincent Cassel), Porthos (Pio Marmaï) y Aramis (Romain Duris), se enfrentara a las oscuras maquinaciones del cardenal Richelieu (Éric Ruf). Sin embargo, realmente es cuando se enamora de Constance Bonacieux (Lyna Khoudri), la dama de compañía y confidente de la reina Ana de Austria (Vicky Krieps), cuando se pondrá realmente en peligro, ya que esta relación será la que le pondrá tras la pista de Milady de Winter (Eva Green).

## Elenco
- François Civil como D'Artagnan
- Vincent Cassel como Athos
- Romain Duris como Aramis
- Pio Marmaï como Porthos
- Eva Green como Milady de Winter
- Lyna Khoudri como Constance Bonacieux
- Louis Garrel como el rey Luis XIII
- Vicky Krieps como Ana de Austria
- Jacob Fortune-Lloyd como el duque de Buckingham
- Éric Ruf como el cardenal Richelieu
- Dominique Valadié como María de Médici
- Thibault Vinçon como Horace Saint Blancard
- Marc Barbé como capitán de Tréville
- Alexis Michalik como Villeneuve de Radis
- Patrick Mille como el conde de Chalais
- Iván Franek como Ardanza
- Ralph Amoussou como Hannibal
- Nicolás Vaude como el juez
- Charlotte Ranson (de la Opera de París) como Isabelle de Valcourt

## Producción
La idea del proyecto comenzó en 2019, cuando el productor Dimitri Rassam pasó el año buscando un tema que pudiera desencadenar un verdadero evento en la pantalla grande e hizo una lista de obras que quería producir, y una de ellas se destacó: la novela de 1844 Los tres mosqueteros de Alexandre Dumas. En diciembre de 2019, Rassam se reunió con el director Martin Bourboulon en un restaurante de París para hablar de su deseo de adaptar la novela. Durante la reunión, Bourboulon recordó la película de 1994 La venganza de los mosqueteros dirigida por Bertrand Tavernier, que fue producida por su padre, Frédéric Bourboulon. Durante el verano de 1993, Bourboulon, de 14 años, visitó con su padre el plató de La venganza de los mosqueteros y quedó impresionado con los decorados de la película que se estaba rodando en las callejuelas medievales de Sarlat-la-Canéda y en el foso del Chateau de Biron. Con el acuerdo verbal de Bourboulon, Rassam reclutó a un dúo de guionistas experimentados: Matthieu Delaporte y Alexandre de La Patellière, y ambos aceptaron de inmediato.
El 13 de mayo de 2020, se celebró una reunión en París en las oficinas de Chapter 2, la productora de Rassam. Una videoconferencia con Ardavan Safaee, presidente de Pathé Films, Rassam, Bourboulon, Delaporte y La Patellière. Los dos guionistas presentaron un guion gráfico de 60 páginas, resumiendo el argumento para el proyecto. Cinco horas después, se aprobó el montaje y se puso en marcha la preparación de la película, aunque el guion aún no estaba terminado. Al contrario de las adaptaciones anteriores de la novela, Matthieu Delaporte y Alexandre de La Patellière querían hacer de la obra de Dumas «un thriller en un mundo violento». Rassam describió el proyecto como «una respuesta a las franquicias estadounidenses».
El 29 de junio de 2020, el director ejecutivo de Pathé, Jérôme Seydoux, anunció que su compañía adaptaría al cine una nueva versión de Los tres mosqueteros. El guion comenzó a escribirse en el verano de 2020. El 14 de octubre de 2020, la productora anunció que la película se dividiría en dos partes, subtituladas D'Artagnan y Milady, respectivamente, con Martin Bourboulon como director de ambas películas con un guion escrito por Matthieu Delaporte y Alexandre de La Patellière y se esperaba que el rodaje comenzara en Francia en el verano de 2021 y durara siete meses. Pathé también anunció que ambas películas se estrenarían en 2023.
El proyecto se anunció el 11 de febrero de 2021. Producido por Dimitri Rassam para la cadena francesa Chapter 2, una empresa de Mediawan y el estudio francés Pathé, las películas están coproducidas por M6 Films, la alemana Constantin Film, la española DeAPlaneta y la belga Umedia. La producción fue precomprado por M6, OCS y Canal Plus. El presupuesto de producción combinado de las dos películas fue de 72 millones de euros (36,08 millones de euros para D'Artagnan y 36,16 millones de euros para Milady). Lo que la convierte en la producción francesa más cara de 2023. Los guionistas de ambas películas son Matthieu Delaporte y Alexandre De La Patellière. Guillaume Roussel fue el encargado de escribir la partitura. Pathé estrenará la película en cines en Francia y se encargará de las ventas internacionales.
Esta es la primera adaptación cinematográfica francesa de Los tres mosqueteros en 62 años. La producción anterior fue la saga en dos partes de Bernard Borderie estrenada en 1961. El director de la cinta Martin Bourboulon dijo que las inspiraciones para esta nueva adaptación fueron The Duellists (1977), Raiders of the Lost Ark (1981), Cyrano de Bergerac (1990), La reine Margot (1994), Gladiator (2000), y El renacido (2015).
Esta nueva adaptación de la novela de Alejandro Dumas de 1844, Los tres mosqueteros, presenta un nuevo personaje, Hannibal, basado en la historia real de Louis Anniaba, el primer mosquetero negro en la historia de Francia.

### Rodaje
Las dos películas se rodaron consecutivamente durante 150 días en Francia, en lugares emblemáticos como el Palacio del Louvre, el Hôtel des Invalides, los castillos ("châteaux") de Fontainebleau y Saint-Germain-en-Laye, Fort-la-Latte y el palacio de Chantilly, así como la ciudadela de Saint-Malo y el centro histórico de la ciudad de Troyes. El rodaje comenzó el 16 de agosto de 2021 y finalizó el 3 de junio de 2022 en el Château de Farcheville. En la producción se utilizaron 650 caballos y 9000 extras.

## Promoción
El primer fotograma de la película se presentó el 2 de septiembre de 2021. El 19 de abril de 2022, la revista francesa Première publicó dos portadas con el elenco principal de la película (François Civil, Vincent Cassel, Romain Duris, Pio Marmaï y Eva Green).
El 5 de mayo de 2022 se dieron a conocer dos nuevos fotogramas promocionales de la película con D'Artagnan, Athos y Milady. Las productoras Pathé y Chapter 2 presentaron un carrete promocional de 15 minutos de la película en el Festival Internacional de Cine de Cannes de 2022.
El 5 de diciembre de 2022 se dieron a conocer un avance y el póster oficial de la película. El avance oficial se presentó el 15 de febrero de 2023. Finalmente, el 15 de marzo de 2023, se presentaron una serie de cárteles promocionales de los personajes principales de la película.

## Banda sonora
El álbum con la banda sonora oficial de la película compuesta por Guillaume Roussel, fue publicado por Milan Records el 5 de abril de 2023.

### lista de canciones
Todas las canciones escritas y compuestas por Guillaume Roussel.. 
| Les Trois Mousquetaires: D'Artagnan (Bande originale du film) |                              |          |  |
| N.º                                                           | Título                       | Duración |  |
| 1.                                                            | «Bois Saint-Sulpice»         | 03:37    |  |
| 2.                                                            | «La lettre de Buckingham»    | 03:22    |  |
| 3.                                                            | «La cour des Mousquetaires»  | 02:17    |  |
| 4.                                                            | «Le procès d'Athos»          | 01:34    |  |
| 5.                                                            | «Conseil du roi»             | 01:40    |  |
| 6.                                                            | «Chevauchée vers l'auberge»  | 00:44    |  |
| 7.                                                            | «D'Artagnan et Constance»    | 03:31    |  |
| 8.                                                            | «Buckingham accoste»         | 02:08    |  |
| 9.                                                            | «Le piège»                   | 01:31    |  |
| 10.                                                           | «Adieu Athos»                | 02:46    |  |
| 11.                                                           | «En route pour l'Angleterre» | 01:15    |  |
| 12.                                                           | «Feu de camp»                | 01:04    |  |
| 13.                                                           | «La fleur de lys»            | 01:57    |  |
| 14.                                                           | «Les démons d'Athos»         | 01:51    |  |
| 15.                                                           | «Milady - L'attentat»        | 03:02    |  |
| 16.                                                           | «Les ferrets»                | 04:26    |  |
| 17.                                                           | «L'enlèvement de Constance»  | 01:52    |  |
| 18.                                                           | «Générique d'Artagnan»       | 03:34    |  |

## Estreno
La productora francesa Pathé estrenó la película en cines en Francia el 5 de abril de 2023, el mismo día en Bélgica por Alternative Films, en Alemania el 13 de abril de 2023 por Constantin Film, y en España por DeAPlaneta el 14 de abril de 2023. La película estuvo disponible en IMAX, 4DX y Dolby Cinema.

## Recepción

### Taquilla
El filme se estrenó en 732 cines en Francia, donde debutó en el número dos de la taquilla (solo por detrás de Super Mario Bros.: La película), vendió más de 1 000 000 de entradas y recaudó $ 5,6 millones en su primera semana en los cines franceses. En su segundo fin de semana, la película recaudó $ 16,6 millones en 21 mercados. En su tercer fin de semana, la película alcanzó los dos millones de estradas vendidas solo en Francia, permaneciendo en el número dos en taquilla, y recaudó $ 24 millones en todo el mundo en treinta mercados. En su sexto fin de semana, la película alcanzó los tres millones de entradas vendidas en Francia y se situó en el cuarto puesto de la taquilla.
En abril de 2023, la película vendió más de 1,36 millones de entradas fuera de Francia en más de cuarenta mercados. La película debutó en el puesto número tres en Polonia el 12 de mayo de 2023 y fue vista por 47 000 personas en su primer fin de semana. En mayo de 2023, se convirtió en la tercera película francesa más taquillera de 2023 fuera de Francia, recaudando más de 8,3 millones de euros y más de 1,54 millones de entradas vendidas.
Los tres mosqueteros: D'Artagnan fue la tercera película francesa más taquillera de 2023, la séptima película más taquillera de 2023 en Francia, y la quinta película francesa más taquillera a nivel internacional, con más de 3,4 millones de entradas vendidas en Francia tras 22 semanas en cartelera 1,65 millones de entradas fuera de Francia en 58 mercados. Un tercio de los espectadores totales de la película procedieron de América Latina (378 000 en México, 106 000 en Brasil y 57 000 en Colombia) La película recaudó 9,10 millones de euros fuera de Francia y 31,7 millones de dólares en todo el mundo.

### Respuesta de la crítica
La película ha recibido críticas generalmente positivas de la prensa especializada. Así Rotten Tomatoes otorga a la película una puntuación del 96 % basada en 23 reseñas, con una media ponderada de 7,30/10. AlloCiné, un sitio web de cine francés, le dio a la película una calificación promedio de 3.7/5, según una encuesta de 37 reseñas francesas.
The Guardian nombró a Los tres mosqueteros: D'Artagnan como una de las mejores películas de 2023. Fabrice Leclerc de Paris Match le dio a la película cuatro de cinco estrellas y escribió; «Aventura, suspense, humor, todo está dosificado regiamente en este espectáculo impresionante, encarnado por un reparto meticuloso y gourmet». Maroussia Dubreuil de Le Monde le dio a la película tres de cinco estrellas y elogió a sus dos personajes femeninos principales, escribiendo; «Esta primera obra participa en la gran puesta al día del feminismo ofreciendo partituras audaces a sus dos protagonistas, Milady y Mademoiselle Bonacieux».
Peter Bradshaw de The Guardian le dio a la película 4 de 5 estrellas y escribió; «Este es un placer inocente, muy disfrutable y lujosamente producido».

## Series
El 21 de octubre de 2022, Pathé y Chapter 2 anunciaron que estaban desarrollando dos series de televisión derivadas tituladas Los orígenes de Milady y El mosquetero negro.

## Premios y nominaciones
| Premio                    | Fecha de entrega      | Categoría                   | Nominado(s)                                                                  | Resultado | Ref           |
| ------------------------- | --------------------- | --------------------------- | ---------------------------------------------------------------------------- | --------- | ------------- |
| Premios César             | 23 de febrero de 2024 | Mejor fotografía            | Nicolás Bolduc                                                               | Nominado  | [ 51 ]        |
| Premios César             | 23 de febrero de 2024 | Mejor sonido                | David Rit, Gwennolé Le Borgne, Olivier Touche, Cyril Holtz, y Niels Barletta | Nominados | [ 51 ]        |
| Premios César             | 23 de febrero de 2024 | Mejor banda sonora original | Guillaume Roussel                                                            | Nominado  | [ 51 ]        |
| Premios César             | 23 de febrero de 2024 | Mejor vestuario             | Thierry Delettre                                                             | Nominado  | [ 51 ]        |
| Premios César             | 23 de febrero de 2024 | Mejor decorado              | Stéphane Taillasson                                                          | Premiado  | [ 51 ]        |
| Premios César             | 23 de febrero de 2024 | Mejores efectos visuales    | Olivier Cauwet                                                               | Nominado  | [ 51 ]        |
| Paris Film Critics Awards | 4 de febrero de 2024  | Mejor guion adaptado        | Alexandre de La Patellière y Mathieu Delaporte                               | Nominados | [ 52 ] [ 53 ] |
| Paris Film Critics Awards | 4 de febrero de 2024  | Mejor actor de reparto      | Louis Garrel                                                                 | Nominado  | [ 52 ] [ 53 ] |
| Paris Film Critics Awards | 4 de febrero de 2024  | Mejor diseño de producción  | Stéphane Taillasson                                                          | Nominado  | [ 52 ] [ 53 ] |
| Paris Film Critics Awards | 4 de febrero de 2024  | Mejor diseño de vestuario   | Thierry Delettre                                                             | Premiado  | [ 52 ] [ 53 ] |